# Irikaye

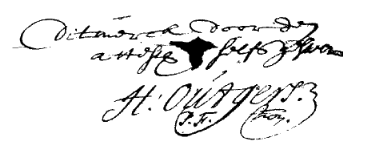
Signatuur van Irikaye. Detail van een akte opgemaakt door notaris Hendrick Outgers op 18 mei 1688 in Amsterdam.

Irikaye (ook geschreven als Hiricaij en Erikeja, Jupiter) was de kapitein van de Arowakken die woonden aan de benedenloop van de Surinamerivier in de tweede helft van de 17e eeuw. Hij was de belangrijkste inheemse bondgenoot van het Nederlandse koloniale bestuur tijdens de Inheemse oorlog in Suriname (1678-1686). Al kort na het uitbreken van de oorlog koos Irikaye de zijde van het gouvernement en de plantage-eigenaren. Hij bemiddelde tussen de strijdende partijen en nam deel aan veldtochten tegen de Karaïben en de marrons. Als beloning voor zijn diensten mocht hij in 1688 een reis maken naar Nederland.

## Activiteiten tijdens de Inheemse oorlog in Suriname (1678-1686)
Irikaye was vooral actief voor het gouvernement van 1678 tot 1680, de eerste jaren van de strijd  en de ambtsperiode van gouverneur Johannes Heinsius. 
In het najaar 1679 ging het gouvernement akkoord met een voorstel van Irikaye om een expeditie uit te rusten tegen de Karaïben die aan de Coppename woonden. Een groep Arowakken uit het Commewijnegebied werd aangevuld met vijftig militairen en burgermilities. De expeditie stond onder leiding van de planters Samuel Nassy en Gerrit Wobma. Wat de tocht heeft opgeleverd is niet bekend.
Met hulp van Irikaye lukte het gouverneur Johannes Heinsius om een verbond te sluiten met Amasabo, de leider van de Karaïben die aan de Corantijn woonden. In maart 1680 stuurde Amasabo twintig Karaïbische strijders naar Paramaribo met de opdracht om de koloniale troepen te ondersteunen.
De komst de Arowakse kapitein Waray met 250 inheemse strijders uit Berbice liep uit op een mislukking. De Arowakken weigerden om de Karaïben aan te vallen en bij te dragen aan geplande expedities naar de Parakreek en Thorarica. Zij gebruikten daarvoor allerlei uitvluchten waarvan de belangrijkste was dat het oerwoud tijdens de grote regentijd onbegaanbaar was. Het aanbod van Irikaye om de troepen via een droge weg door het oerwoud te gidsen werd afgeslagen.
Op 1 maart 1680 overviel een groepje inheemse strijders de plantage van Bastiaen Thijssen, een lid van de Raad van Politie. Irikaye bevond zich op dat moment bij Thorarica, in de buurt van de plantage van Thijssen. Hij zette de achtervolging en tijdens een gevecht werden drie of vier van de overvallers zwaar gewond.
Irikaye reisde in maart 1680 naar de Corantijn voor het werven van mannen die konden worden ingezet tegen de strijdende inheemsen in het Coppename- en Saramaccagebied.
Over de activiteiten van Irikaye vanaf 1680 tot aan het einde van de inheemse oorlog in 1686 zijn geen gegevens beschikbaar.

## Reis naar de Republiek
Irikaye bracht in 1687-1688 een bezoek aan de Republiek. Vijf jaar eerder had de inheemse leider Oukirke (in Nederlandse documenten geschreven als Uquerika) een reis naar Nederland gemaakt. Zijn verhalen hadden indruk gemaakt op Irikaye. Hij wilde 'dit grote en wonderlijke' land graag met eigen ogen zien en maakte zijn wens kenbaar aan gouverneur Cornelis van Aerssen van Sommelsdijck. Van Sommelsdijck beschouwde de reis als een beloning voor de steun van Irikaye tijdens de inheemse oorlog. En hij zag in de reis ook een mogelijkheid om de relatie met de inheemsen te versterken.
Irikaye reisde in het gezelschap van François van Aerssen van Sommelsdijck. Hij had zijn eigen zoon en de zoon van Waray meegenomen. Irikaye had een aanbevelingsbrief van Cornelis van Aerssen van Sommelsdijck bij zich, die gericht was aan de directeuren van de Sociëteit van Suriname. In de brief worden de Arowakse reizigers voorgesteld. Irikaye wordt beschreven als de leider van de inheemse bondgenoten van de Nederlanders. De zoon van Irikaye was meegenomen om hem de taele te doen leeren, als oock het lesen en schrijven, en godt te kennen, op dat hij hier comende het de andere Indianen oock soude leeren. Van Aerssen van Sommelsdijck stuurde ook nog vier inheemse slaafgemaakte jongeren mee: twee meijsjens om de tael en het huijshouden en koocken te doen leeren en twee jongens om te sien waertoe sij bequaem souden kunnen worden gemaeckt als sij de tael sullen hebben geleert.

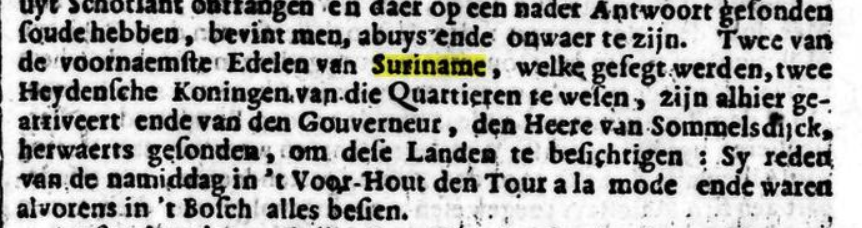
Bericht in de Oprechte Haerlemsche courant 6 april 1688.

In een Amsterdamse en een Haarlemse krant verschenen op 6 april 1688 berichten over het verblijf van de groep in Nederland. De twee jongens gingen op bezoek bij mevrouw Van Sommelsdijck, ze maakten een rijtoer door Den Haag en bezochten Rotterdam. Hoogtepunt was de ontvangst door stadhouder Willem III en zijn vrouw Mary Stuart in het  het jachtslot van de Oranjes bij Apeldoorn.
Op 18 mei 1688 legde Irikaye op verzoek van Alexander Moises Hamelburgh een verklaring af bij notaris Hendrick Outgers in Amsterdam. Hamelburgh had als tolk gediend bij de vredesonderhandelingen tussen de Karaïben aan de Corantijn en het gouvernement. Irikaye verklaarde dat hij door Hamelbergh was verzorgd toen hij bij een gevecht voorafgaande aan de onderhandelingen in zijn been was geschoten. Ook verklaarde hij dat Hamelbergh door zijn diensttijd in Suriname ziekelijk was geworden. Onder de verklaring staat de signatuur van Irikaye met daarbij een toelichting van notaris Outgers: dit merck door den attestant selfs geschreven.
De groep Arowakken keerde terug in Suriname op 19 juli 1688. Op de dag van hun aankomst in Paramaribo werd gouverneur Van Aerssen van Sommelsdijck door muitende soldaten vermoord en Irikaye heeft dus geen verslag uit kunnen brengen aan zijn begunstiger. Irikaye was zeer tevreden over het onthaal in Nederland en heeft daarover veelvuldig gesproken met andere inheemsen.